# Финландски лейбгвардейски полк
Лейбгвардейският финландски полк е пехотен полк в състава на Руската армия. Взема участие в Руско-турската война (1877 – 1878).

## История
Сформиран е в състава на Руската императорска армия през 1806 г. от крепостни селяни в царските имения край Санкт Петербург като батальон на милицията. Наименованието „Финландски“ получава през 1808 г., поради участието в завладяването на Финландия. Участва в почти всички войни на Русия през XІX век и Първата световна война.
В навечерието на Руско-турската война (1877 – 1878) се състои от 4 батальона с около 900 офицери и войници. Командир на полка е генерал-майор Василий Лавров.
В състава на Западния отряд участва в борбата за Плевен. Полкът проявява храброст и героизъм в боевете при Горни Дъбник, както и при преминаването на Западния отряд (Гурко) през Стара планина. Проявяват се при превземането на София и Пловдив. Личният състав на полка е награден със знак към униформата с надпис „За Филиппополь 5 Января 1878 год“. Убитите и починалите са погребани край с. Горни Дъбник, където е създаден мемориалният парк Лавров.
Разформирован е през май 1918 г. след руските революции през 1917 г.